# Rasa de la Creu de les Llaceres
La Rasa de la Creu de les Llaceres és un torrent afluent per l'esquerra del Torrent de Davins, al Bages.

## Municipis per on passa
El curs de la Rasa de la Creu de les Llaceres transcorre íntegrament pel terme municipal de Cardona.

## Xarxa hidrogràfica

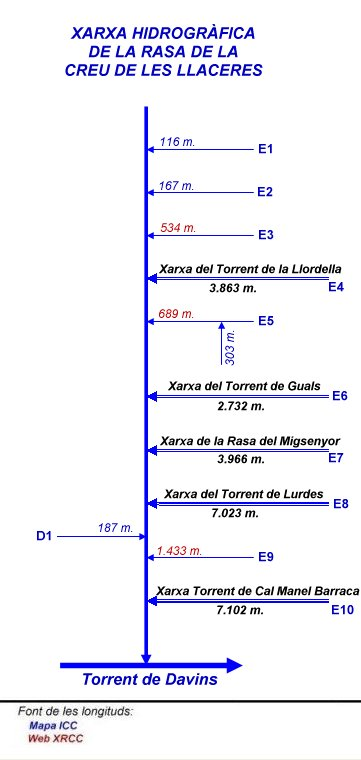
Xarxa hidrogràfica de la Rasa de la Creu de les Llaceres

La xarxa hidrogràfica de la Rasa de la Creu de les Llaceres està constituïda per 32 cursos fluvials que sumen una longitud total de 33.864 m.

### Distribució municipal
El conjunt de la seva xarxa hidrogràfica transcorre íntegrament pel terme municipal de Cardona.

### Afluents destacables
- Torrent de la Llordella
- Torrent de Guals
- Rasa del Migsenyor
- Torrent de Lurdes
- Torrent de Cal Manel Barraca